# Чжан Ваньцюн
Чжан Ваньцюн (род. 21 января 1994 года) — китайская тяжелоатлетка, призёр чемпионата мира 2018 и 2019 годов, призёр чемпионата Азии 2016 года и Азиатских игр 2014 года.

## Карьера
Она занялась спортом в 2002 году в Чаочжоу, Китайской Народной Республике. Отец познакомил ее со спортом.
На чемпионате мира среди юниоров 2012 года спортсменка из Китая завоевала золотую медаль в весовой категории до 53 кг, взяв вес 203 кг.
Через год на Азиатских играх 2014 года в Инчхоне спортсменка из Китая завоевала бронзовую медаль с общим итоговым весом 228 кг.
В 2016 году на чемпионате Азии в Ташкенте она заняла второе итоговое место с общим весом на штанге 211 кг.
В начале ноября 2018 года на чемпионате мира в Ашхабаде, китайская спортсменка, в весовой категории до 55 кг, завоевала абсолютную серебряную медаль, взяв общий вес 225 кг. В упражнении рывок она также была второй взяв штангу весом 101 кг, а в толчке — первой с весом на штанге 124 кг.
На предолимпийском чемпионате мира 2019 года, который проходил в Таиланде, китайская спортсменка завоевала серебряную медаль в весовой категории до 55 кг. Общий вес на штанге 222 кг. В упражнении рывок она стала первой (99 кг), в толкании завоевала малую серебряную медаль (123 кг).